# Склеп Потоцких
Склеп Потоцких — сооружение (гробница) в селе Печёра Тульчинского района Винницкой области, ранее служившая для захоронения представителей шляхетской семьи Потоцких, а сейчас являющееся приходским костёлом Святого Андрея Боболи Каменец-Подольской епархии Римско-Католической церкви.

## История
Склеп построен в 1904 году на средства Константина и Янины Потоцких. Проект гробницы подготовил киевский архитектор Владислав Городецкий. Будучи другом семьи и земляком (родом из села Шелудьки), Городецкий не взял денег за работу, а граф в знак признательности подарил ему ружьё.
Каплицу закрыли в 1920-х годах. 25 ноября 1993 года возвращена в пользование, а 7 ноября в 2002 году — передана в собственность Католической церкви. Является приходским костёлом Святого Андрея Боболи. Обслуживается диецезиальными священниками из Немирова.

## Архитектура
Сооружение состоит из подземной (собственно склепа) и надземной частей (каплицы). В строительстве использовались разные материалы: гранит, песчаник, бетон, дуб, призмы люксфер, стеклянные кирпичи фальконье и другие. Часть наружных окон были заполнены стеклянными кирпичами фальконье, изготовленными в Польше на заводе Blumenthal & Steck в Варшаве, сами окна не сохранились, отдельные кирпичи можно видеть в экспозиции современного храма. Стеклоблоки модели №9 были сделаны в трёх цветах: синем, оранжевом и блёкло-зеленом и были выложены по определённому рисунку. 